# Sternula albifrons
El charrancito común (Sternula albifrons) es un ave de la familia Sternidae que se encuentra en Eurasia, África y Oceanía.

## Taxonomía

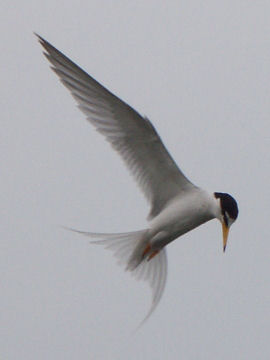
S. a. sinensis en plumaje nupcial.

Anteriormente se incluía en el género Sterna, que actualmente se restringe para los grandes charranes (Bridge et al., 2005). Además dos variedades que inicialmente se consideraban subespecies del charrancito (S. a. antillarum y S. a. saundersi) actualmente se consideran especies separadas, el charrancito americano (Sternula antillarum) y el charrancito de Saunders (Sternula saundersi).
Todavía se le reconocen tres subespecies:
- S. a. albifrons: la nominal, que se encuentra en Europa, el Norte de África y Oriente próximo;
- S. a. guineae: de África central y occidental;
- S. a. sinensis: que se extiende de Asia oriental a las costas occidentales de Australia.

La etimología de su nombre científico es muy descriptiva, en latín Sternula significa «pequeño charrán» y albifrons significa de «frente blanca».

## Descripción

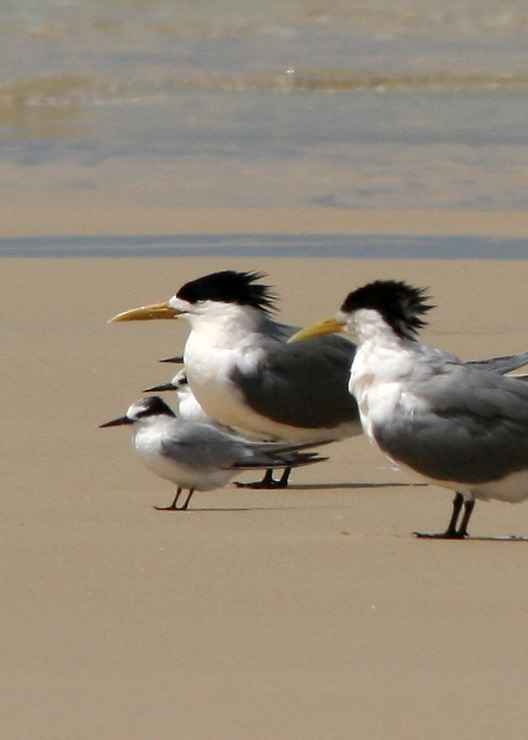
S. a. sinensis en plumaje invernal junto a charranes piquigualdos que le doblan el tamaño.

Es pequeño en comparación con otro charranes, mide 22-24 cm y tiene una envergadura alar de 51-56 cm. Por su tamaño y la frente blanca de su plumaje nupcial es poco probable confundirlos con otras especies, salvo con el charrancito australiano y el charrancito de Saunders. El plumaje del adulto en verano tiene la espalda y la parte superior de color gris pálido y las partes inferiores blancas, al igual que su cola corta y ahorquillada; y las plumas primarias más externas son oscuras. Su pico estrecho y puntiagudo es de color amarillo y tiene la punta negra y sus patas también son de color amarillo. En la cabeza presenta un casquete negro que se extiende hacia atrás por debajo de la nuca, interrumpido por una mancha blanca en la frente. En invierno la mancha blanca de su frente es más amplia, el pico se vuelve negro y el color de las patas se hace más apagado.

## Comportamiento

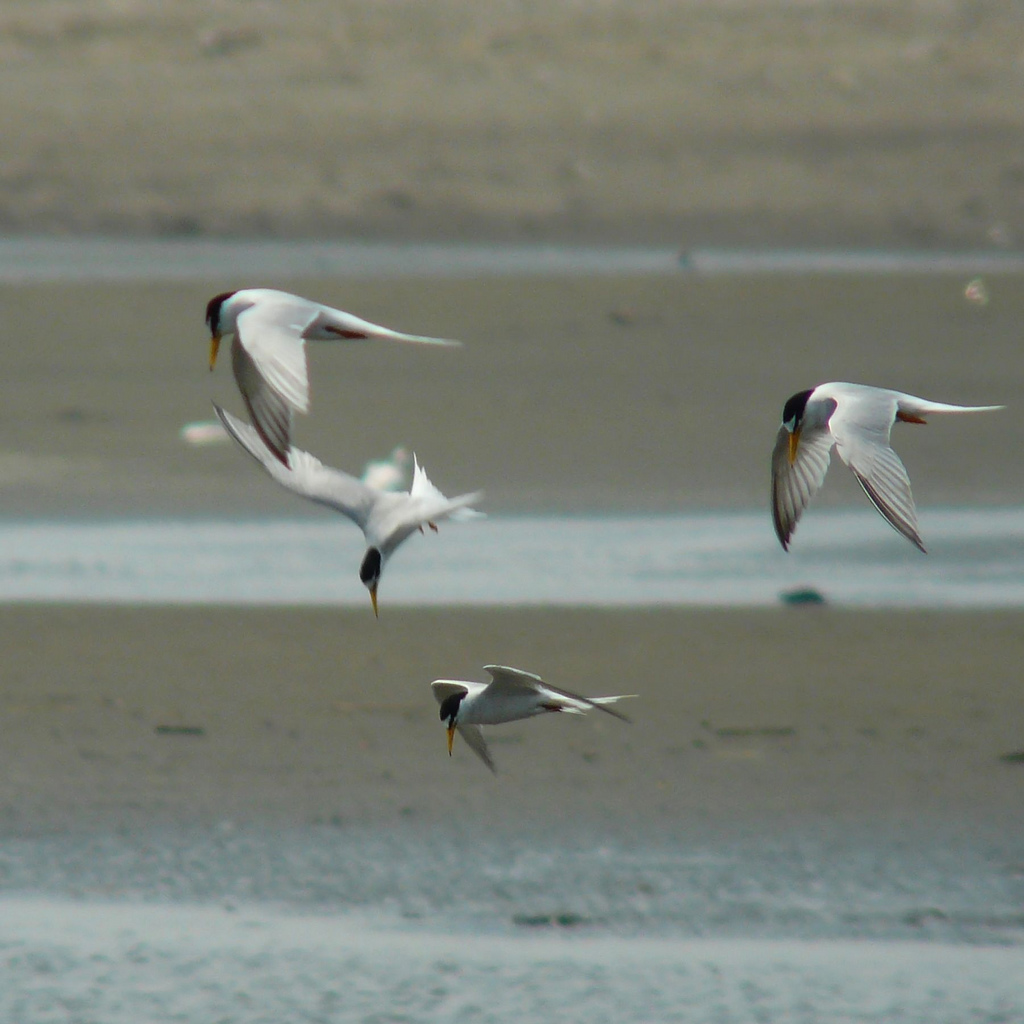
Charrancitos cerniéndose sobre las aguas en busca de pescado.

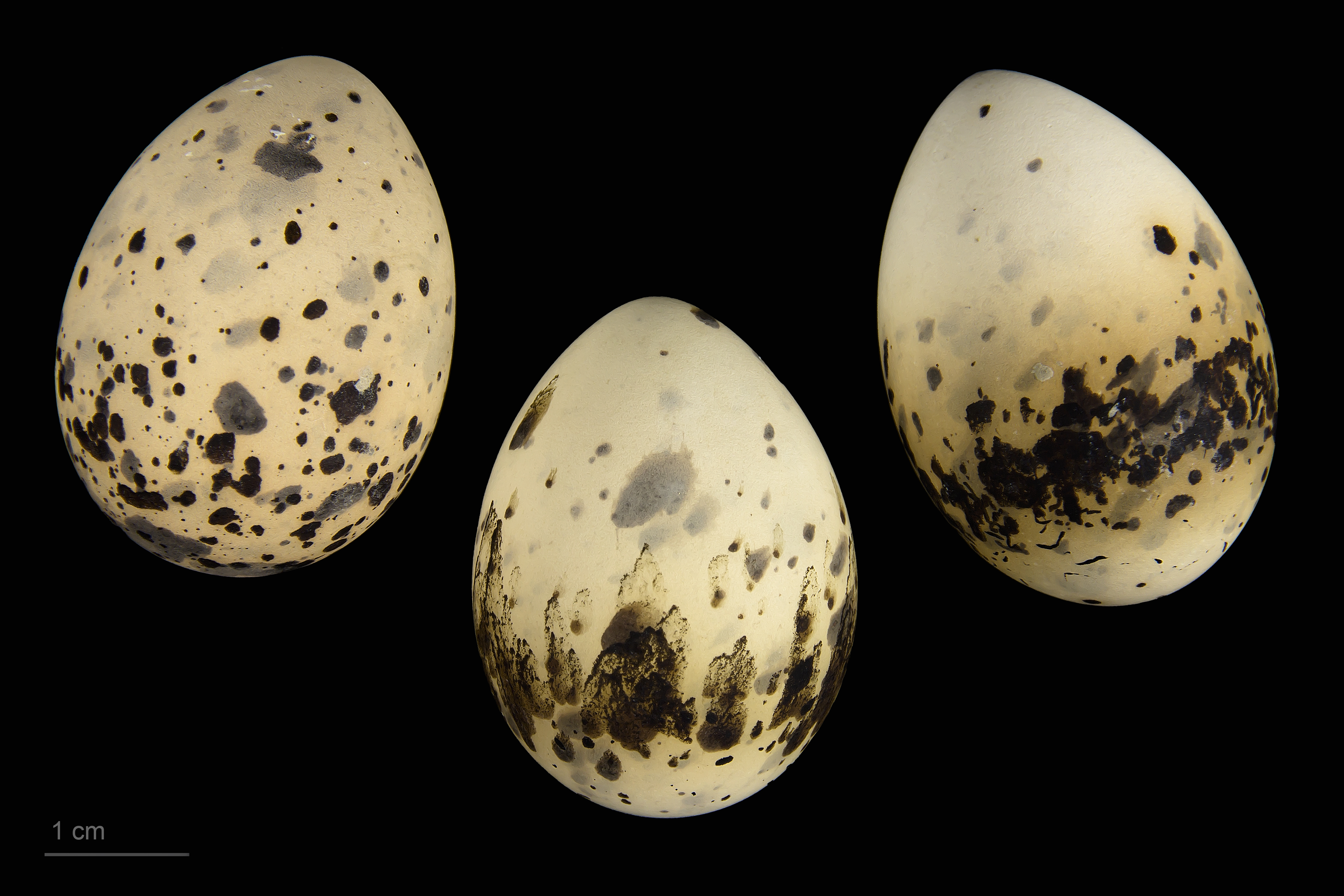
oeufs de Sternula albifrons albifrons - MHNT

El charrancito común cría en las costas y humedales interiores de la Eurasia templada y tropical. Es un ave migratoria que se desplaza para pasar el invierno en los océanos tropicales y subtropicales, llegando hasta Sudáfrica y Australia. Es una de las especies a las que se aplica el Tratado para la conservación de las aves acuáticas migratorias afro-euroasiáticas (AEWA).
El charrancito cría en colonias en playas de grava o islas. Pone de dos a cuatro huevos en el suelo. Como otros charranes es agresivo para defender su nido y pollos y atacará a los intrusos que se acerquen a ellos.
Se alimenta de peces, crustáceos e insectos. Como la mayoría de los charranes, el charrancito pesca lanzándose en picado al agua, generalmente en medios salinos. La ofrenda de pescado del macho a la hembra es parte de su ritual de cortejo.